# Von Christiersson
von Christiersson är en svensk-finsk adelssläkt. Familjen introducerades till Svenska Riddarhuset med nummer 1725, till Finska Riddarhuset med nummer 110, under namnet von Christierson. Ättens stamfar är Christier Månsson.
Under åren av förtryck flyttade familjens medlemmar till den finska bosättningen i Reedley, Kalifornien, lockad av Axel Wahren. Denna gren av Edvard Waldemar von Christiersons familj har senare varit inflytelserik i den amerikanska flottan.